# Phlogophora leucomelas
Phlogophora leucomelas là một loài bướm đêm trong họ Noctuidae.